# Beg to Differ
Beg to Differ è un album in studio del gruppo musicale statunitense Prong, pubblicato nel 1990.

## Tracce
1. For Dear Life – 3:26
2. Steady Decline – 4:13
3. Beg to Differ – 4:15
4. Lost and Found – 4:05
5. Your Fear – 4:51
6. Take It in Hand – 3:43
7. Intermenstrual, D.S.B. – 3:12
8. Right to Nothing – 2:57
9. Prime Cut – 3:49
10. Just the Same – 4:41
11. Third from the Sun (Live, 1989) – 5:56

## Formazione
- Tommy Victor - voce, chitarra
- Ted Parsons - batteria
- Mike Kirkland - basso